# Вайлен-унтер-ден-Риннен
Вайлен-унтер-ден-Риннен (нем. Weilen unter den Rinnen) — община в Германии, в земле Баден-Вюртемберг. 
Подчиняется административному округу Тюбинген. Входит в состав района Цоллернальб.  Население составляет 627 человек (на 31 декабря 2010 года). Занимает площадь 3,08 км².